# ХЗ (альбом)
«ХЗ» — совместный альбом участников группы «Каста» Хамиля и Змея, выпущенный в 2010 году на лейбле Respect Production. В записи альбома также приняли участие Влади и Шым (участники «группы Каста»), DJ Хобот, Прометей, Guf, Ноггано, группа «Крёстная семья» и другие.

## Создание альбома
Альбом был записан в студии «Собино», в городе Ростов-на-Дону в период с 2008 по 2010 год. Сведением и мастерингом альбома ХЗ занимался Aleksander Wolk на «Wolk Recordings Studios» в Риге.

## Список композиций
| №   | Название                                          | Музыка               | Длительность |
| --- | ------------------------------------------------- | -------------------- | ------------ |
| 1.  | «Это прёт»                                        | Прометей             | 3:52         |
| 2.  | «Метла»                                           | Влади                | 3:58         |
| 3.  | «ХЗ» (скит)                                       | Прометей             | 0:31         |
| 4.  | «Пятница»                                         | Прометей, Влади      | 3:06         |
| 5.  | «Когда я пишу»                                    | Прометей, Влади      | 4:06         |
| 6.  | «Закрытый космос»                                 | Прометей, Влади      | 3:10         |
| 7.  | «Шу-бу-дам» (уч. «Крёстная семья», Искра)         | DJ Хобот             | 5:06         |
| 8.  | «Прыгать высоко»                                  | Влади                | 3:01         |
| 9.  | «Миллиард лет» (уч. Влади и Шым)                  | Влади                | 3:53         |
| 10. | «Самый счастливый человек»                        | Музаскат             | 3:08         |
| 11. | «В зоопарке» (скит)                               | —                    | 1:20         |
| 12. | «Бананы, гориллы»                                 | Прометей, Влади      | 3:34         |
| 13. | «Встретимся у холодильника» (уч. Искра, DJ Хобот) | DJ Хобот             | 3:10         |
| 14. | «Заза и Бака» (уч. Искра)                         | DJ Хобот             | 4:32         |
| 15. | «Муза» (уч. Искра)                                | Влади                | 4:01         |
| 16. | «Новая ступень» (уч. Guf)                         | Прометей             | 3:45         |
| 17. | «Куда вам?» (скит)                                | —                    | 0:22         |
| 18. | «Натурпродукт»                                    | Прометей             | 3:01         |
| 19. | «Такое чувство»                                   | DJ Хобот             | 3:52         |
| 20. | «Viva la Revolución» (уч. Ноггано)                | Прометей             | 4:07         |
| 21. | «Один мотив»                                      | Влади, Роман Балышев | 2:02         |

## Коммерческий успех
Пластинка дебютировала на 2-м месте в российском чарте продаж, а по итогам II квартала (апрель-июнь) — альбом занял 6 место. Но в итоге альбом не стал коммерчески успешным, так как не смог получить даже золотой статус, даруемый за проданные 50 000 копий. На февраль 2011 года альбом разошёлся в количестве 16 768 копий, что позволило ему занять 7 место в итоговом чарте за 2010 год.

## Рецензии
Надо сказать, альбом «Быль в глаза» при всех плюсах вызывал некоторую досаду. Казалось, одна из немногих групп, способных облекать в тексты то, что носится в воздухе, свалилась в какое-то мелкотемье. Дальнейшее развитие событий показало, что все не так — просто Каста стала глубже, а также ближе и человечнее. И людей, способных резонировать их словам, теперь очевидно больше.Андрей Никитин на сайте rap.ru